# Louise Bourgeois (skulptör)

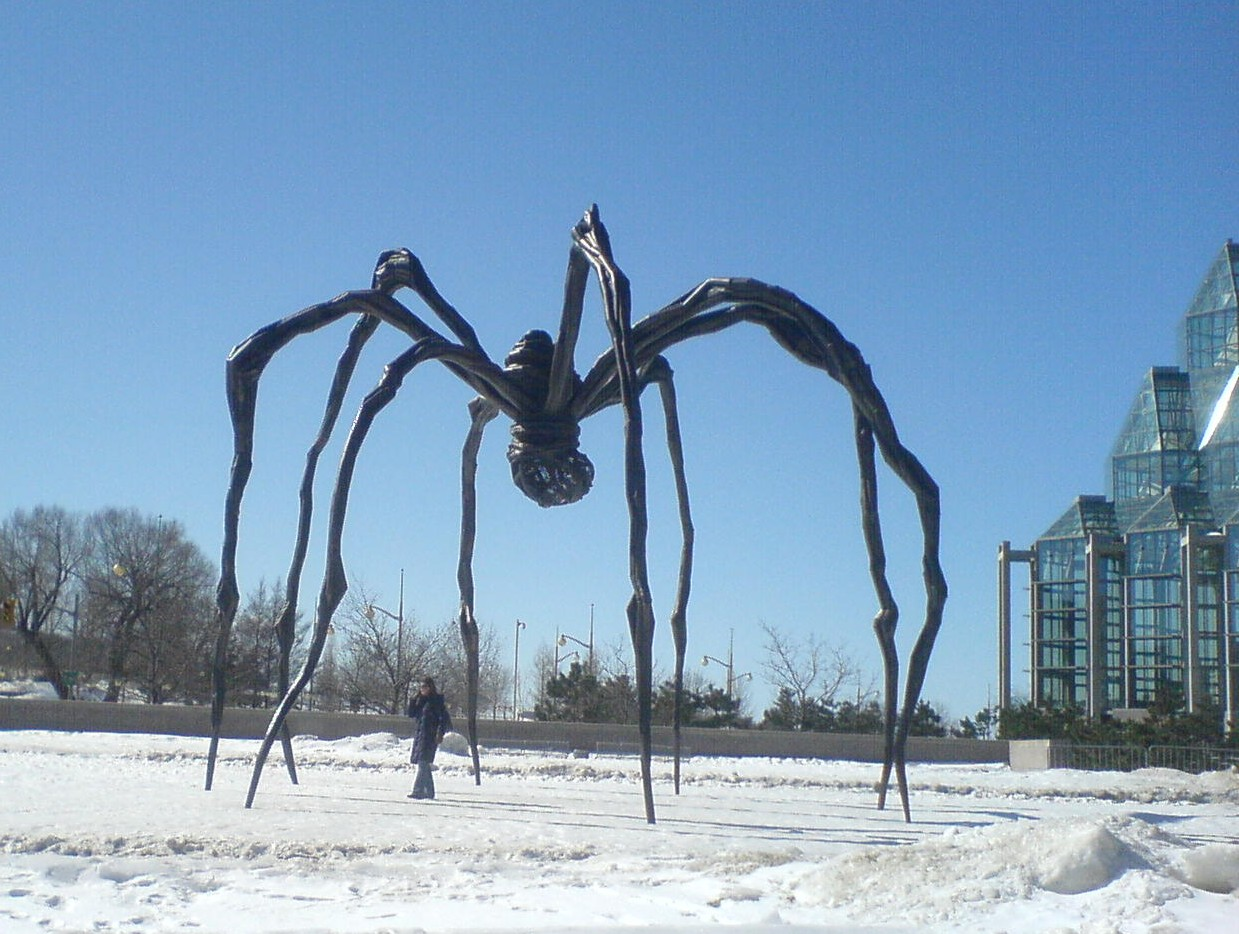
Maman utanför National Gallery of Canada i Ottawa.

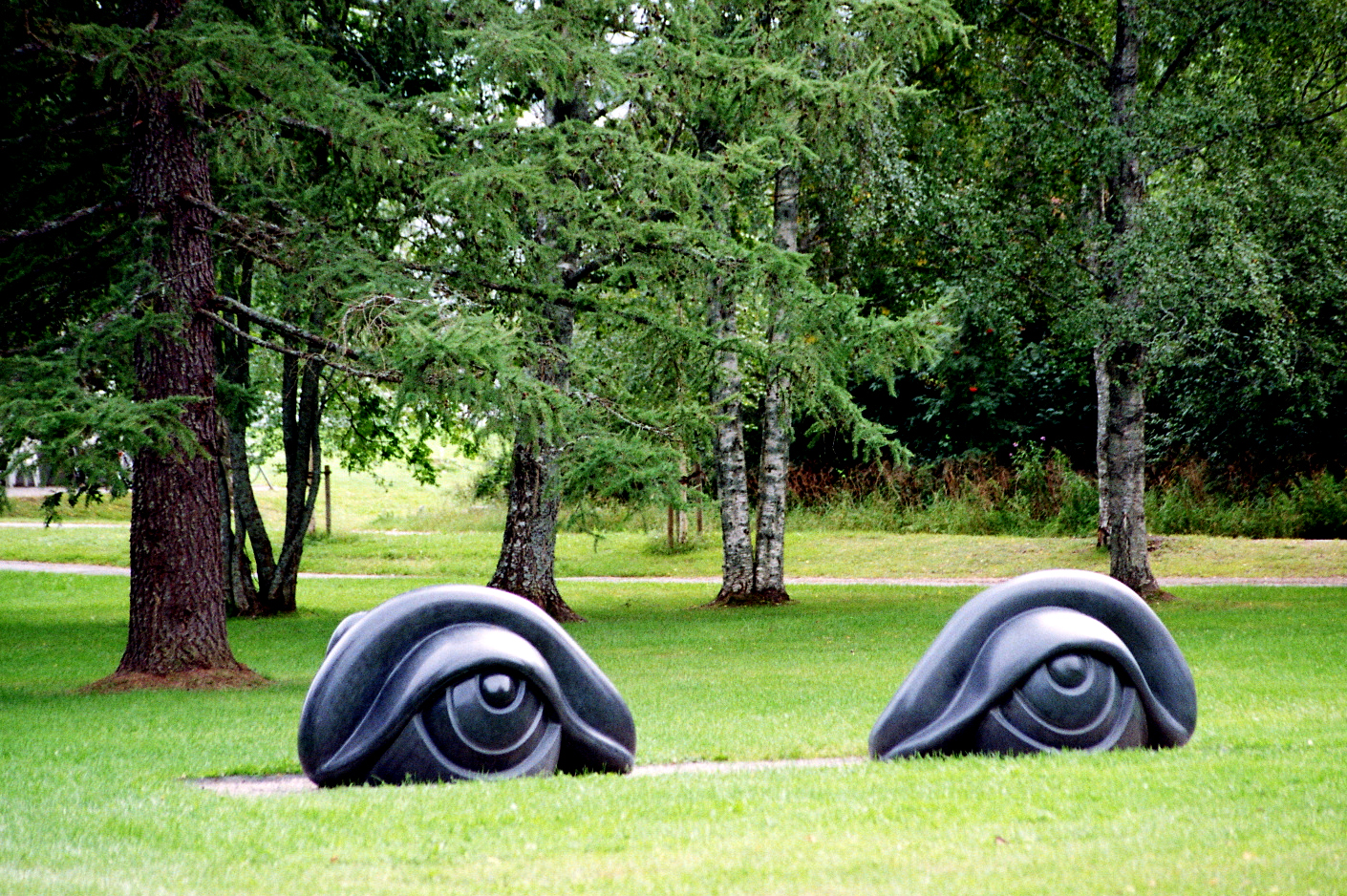
Eye Benches II, Umedalens skulpturpark i Umeå.

Louise Joséphine Bourgeois, född 25 december 1911 i Paris, död 31 maj 2010 i New York, var en franskfödd amerikansk skulptör, målare och tecknare.

## Utbildning och levnad
Louise Bourgeois föddes i Paris som det tredje barnet av fyra i en småföretagarfamilj. Föräldrarna Louis (död 1951) och Joséphine Bourgeois (död 1932) sålde väggbonader från 1600- och 1700-talen i sitt galleri på Boulevard Saint-Germain och restaurerade sådana i en verkstad i Choisy-le-Roi sydöst om Paris. Fadern och hans bror Désiré kallades in i den franska armén under första världskriget. Désiré Bourgeois dödades under krigets första vecka och Louis skadades 1916 och vårdades på sjukhus i Chartres.  Louise Bourgeois växte upp i Chiosy-le-Roi och i Parisförorten Antony, där familjen köpte ett hus 1919. Efter studentexamen studerade hon först matematik på Sorbonne 1932–1933, men övergick efter moderns död 1933 till konststudier på ett flertal konstskolor under flera år i Paris, som École du Louvre 1935–1936, på l'École des Beaux-Arts 1936–1938, Académie Julian, för Charles Despiau på Académie Scandinave och för Fernand Léger, som rekommenderade henne att arbeta med skulptur snarare än tvådimensionell bildkonst.
I september 1938 gifte hon i Paris sig med den amerikanske konsthistorikern Robert Goldwater (1907–1973) och flyttade samma år till New York, där hon också bedrev fortsatta konststudier  1938–1939 på Art Students League of New York för Vaclav Vytlacil (1892–1984). Paret adopterade 1939–1940 sonen Michel (1936–1990) i Frankrike och hon födde Jean-Louis och Alain 1940 respektive 1941. Hon bodde sedan 1962 i ett smalt, femvåningars townhouse från 1800-talet på 348 West 20th Street i stadsdelen Chelsea på Manhattan, som hon och maken köpt. Hon avled vid hög ålder, fortfarande verksam som skulptör och installationskonstnär, i en hjärtattack 2010. Från 1980 hade hon också en ateljé i Brooklyn, som tillät henne att arbeta i stor skala och att lagra utkast och färdiga verk från sin volymmässigt omfattande produktion.

## Konstnärlig verksamhet
Louise Bourgeois hade sin första separatutställning, Paintings by Louise Bourgeois, på Bertha Schaefer Gallery i New York 1945 och deltog samma år för första gången på Whitney Museum of American Arts årliga utställning av samtida målning, men förblev länge relativt okänd i konstvärlden. Från 1947 skulpterade hon i trä och hade sin första separatutställning som skulptör 1949 på Peridot Gallery i New York och 1950 en andra sådan på samma galleri. År 1952 dog hennes far, vilket ledde till att hon hamnade i en depression och började i psykoanalys. Hon hade en tredje skulpturutställning 1953, men därefter dröjde det ända till 1964 innan hon hade nästa. Under 1960-talet hade hon få utställningar. Från 1970-talet har hon dock varit en efter hand allt mer inflytelserik skulptör. 
År 1982 hade hon sitt stora genombrott med en separatutställning, på Museum of Modern Art i New York. Det var den första retrospektiva utställning på detta museum av verk av en kvinnlig konstnär. Under 1980-talet gjorde hon också ett antal skulpturer i marmor. Hon deltog i Documenta IX i Kassel 1992 och 1993 var hon USA:s representant på Venedigbiennalen. Hennes mest omtalade konstverk, jättespindeln Maman från 1999, samt installationen i kolossalformat I Do, I Undo, I Redo, fick framträdande platser vid invigningen av Tate Modern i London år 2000. Maman göts därefter i en serie på sex exemplar i brons och finns permanent placerad på olika ställen runt världen, men har också visats tillfälligt utomhus i samband med utställningar, till exempel på Kongens Nytorv i Köpenhamn 2003, i Wanås skulpturpark 2007 och utanför Moderna Museet  på Skeppsholmen i Stockholm vintern 2015.  
Hon var verksam i sin ateljé i New York fram till sin död vid 98 års ålder. I slutet av sitt liv arbetade hon bland annat med sitt sista stora verk, minnesmärket över häxprocesserna på 1600-talet på Steilneset minnested i Vardø i Finnmark, vilket invigdes året efter hennes död. Ett av Louise Bourgeois verk, Spider, från 1997 uppskattades år 2019 ha ett värde mellan 25 och 35 miljoner dollar. Verket är en sex meter lång spindel.
| ”                  | Mina arbeten har alltid varit registreringar av mina känslor. Det är inte ett koncept jag är ute efter, utan en känsla som jag vill behålla eller göra mig av med. Alla mina skulpturer förmedlar sårbarhet och ömtålighet. Sexualitet är ett tema som är sammanbundet med dessa två levnadstillstånd. | „ |
| – Louise Bourgeois | |   |

## Påverkan av psykoanalytisk teori
Louise Bourgeois har själv sagt, att "allt jag gjort under de gångna 50 åren, alla mina verk, har inspirerats av min barndom. Min barndom har aldrig tappat sin magi, den har aldrig tappat sin mystik, och den har aldrig förlorat sin dramatik". Hon växte upp i ett hem där fadern ständigt påminde om han hade velat ha en pojke i stället för Louise. En traumatisk historia var att fadern höll hennes 18-åriga engelska guvernant som älskarinna från det att Louise Bourgeois var i elvaårsåldern.  
Louise Bourgeois förnekade under sin livstid att hon kände till psykoanalys annat än genom självstudier. Hennes assistent sedan 1980 Jerry Gorovoy upptäckte dock i hennes hem lådor med anteckningar, som visade att hon från 1952 gått regelbundet i 30 år hos psykoanalytikern Henry Lowenfeld (1900–1985) i New York, efter sin mors död till 1982, och att analytiker och analysand hade hållit fortsatt kontakt med varandra därefter, fram till Lowenfelds död 1985.
Louise har sjäv sagt ”I hela mitt liv som skulptör har jag strävat efter att förvandla kvinnan från objekt till ett aktivt subjekt.”

## Verk i urval
- Personages, en serie abstrakta skulpturer, ett par meter höga (1945–1955)
- Paddle Woman (1947), skulptur, brons
- Fillette (Sweeter version), skulptur, latex (1968)
- The Destruction of the Father, installation (1974)
- Filette (1982), skulptur, latex (finns också med på Robert Mapplethorpes fotoporträtt av Louise Bourgeois 1982)[39]
- Cell (Arch of Hysteria) (1992–93), (en serie installationer), ståltrådsburar, brons, gjutjärn och tyg
- Spider (1994), skulptur, brons, bland andra Kansas City i Missouri i USA
- Maman (1999), skulptur i kolossalformat, stål/marmor (också en serie i brons/marmor), London (stål), Tokyo, Soeul, Bilbao, Ottawa och Sankt Petersburg
- I Do, I Undo, I Redo (2000), stål, installation i kolossalformat i Turbinhallen på Tate Modern i London[40]
- The Reticent Child (2003), installation, stål, tyg, rostfritt stål och marmor[41]
- Father and Son (2004), skulptur, stål/aluminium/brons, Olympic Sculpture Park i Seattle i Washington i USA
- Permanent installation i Augustiner-Rekollektenordens kloster Le Couvent d’Ô i Bonnieux i Frankrike 2001 (Église Louise Bourgeois)[42]
- Steilneset minnested, installation, minnesmärket över häxprocesserna i Nordnorge, tillsammans med arkitekten Peter Zumthor, i Vardø i Norge (2011)

Bourgeois finns representerad vid Moderna Museet i Stockholm, British Museum, Victoria and Albert Museum, Metropolitan Museum, Museum of Modern Art, Stedelijk Museum, Whitney Museum of American Art, Museet för nutidskonst Kiasma, Cleveland Museum of Art, Nelson-Atkins Museum of Art, National Gallery of Victoria, Art Institute of Chicago, Museo Reina Sofía, Guggenheimmuseet, Tate Modern, Smithsonian American Art Museum, Minneapolis Institute of Art
Saint Louis Art Museum, National Gallery of Art, San Francisco Museum of Modern Art, Philadelphia Museum of Art och Nasjonalmuseet.

## Priser och utmärkelser i urval
- 1977 Hedersdoktor på Yale University
- 1991 Första mottagare av Lifetime Achievement Award av International Sculpture Center i Washington D.C.
- 1999 Praemium Imperiale
- 2003 Wolfpriset i konst